# Rim Banna
Rim Banna (in arabo ريم بنا‎?; Nazareth, 8 dicembre 1966 – Nazareth, 24 marzo 2018) è stata una cantautrice, musicista e attivista palestinese con cittadinanza israeliana.

## Biografia
Nacque a Nazaret nel 1966 da famiglia araba palestinese cristiana. Dopo aver frequentato la Nazareth Baptist School, ha iniziato la carriera di cantautrice alla fine degli anni 1980, registrando sia brani originali che reinterpretazioni di canzoni palestinesi, incidendo anche album per bambini.
In quanto attivista, molte delle sue canzoni fanno riferimento alla sofferenza causata al popolo palestinese dall'occupazione dei territori da parte di Israele. Le sue interpretazioni musicali in lingua araba sono spesso accompagnate da musica di carattere occidentale, relegando l'utilizzo di strumenti e tecniche tipicamente mediorientali solo ad alcuni brani.
Affetta da tumore al seno da nove anni, è morta nel 2018 all'età di 51 anni.

## Riconoscimento internazionale
La popolarità di Rim Banna in Europa arriva dopo la collaborazione all'album Lullabies from the Axis of Evil (traducibile con "Ninne nanne dall'Asse del Male"), prodotto nel 2003 dal musicista norvegese Erik Hillestad. Per il disco la cantante duetta con Kari Bremnes, partecipando anche ad uno show in Oslo. Avvalendosi della collaborazione di diverse cantanti provenienti dal cosiddetto "Asse del male" (Iraq, Iran, Corea del Nord, ecc), l'album in lingua inglese voleva essere un messaggio contro la guerra facilmente recepibile da un pubblico occidentale.
Successivamente Rim Banna pubblica The Mirrors of My Soul, un album dedicato a tutti i prigionieri politici detenuti nelle carceri israeliane. I brani eseguiti con la collaborazione di un quintetto norvegese hanno una connotazione musicale pop prettamente occidentale, anche se il messaggio di fondo relativo alla sofferenza dei palestinesi oppressi è rimasto del tutto invariato rispetto ai lavori precedenti della cantautrice.

## Discografia
- Jafra (1985)
- your tears Mother (1986)
- The Dream (1993)
- New Moon (1995)
- Mukaghat (1996)
- Al Quds Everlasting (2002)
- Krybberom (2003), collaborazione con il coro norvegese SKRUK
- Lullabies from the Axis of Evil (2003 – varie artiste dall'asse del male)
- The Mirrors of My Soul (2005)
- This was not my story (2006) Rim Banna & Henrik Koitz
- Seasons of Violet (2007)
- Songs across Walls of Separation (2008) artisti vari
- April Blossoms (2009), album per bambini, dedicato ai bambini martiri di Gaza
- A Time to cry (2010)
- "Tomorrow" (Bokra - 2011), canzone registrata per il progetto di Quincy Jones, in cui Rim Banna ha rappresentato la Palestina
- Revelation of Ecstasy and Rebellion (2013)